# Carmine Coppola
Carmine Coppola (11. června 1910 New York – 26. dubna 1991 Northridge) byl americký hudební skladatel a flétnista. Je bratrem dirigenta a skladatele Antona Coppoly a otcem spisovatele Augusta Coppoly, režiséra Francise Forda Coppoly a herečky Talia Shire. Studoval na Juilliardově škole a následně na Manhattanské hudební škole a rovněž soukromě u Josepha Schillingera. Roku 1972 složil část hudby k filmu Kmotr svého syna. Část jeho hudby je použita i v následujícím filmu Kmotr II (1974). Je hlavním skladatelem ke třetímu dílu Kmotr III (1990).